# Spinone italiano
O spinone italiano, oriundo da Itália, é uma raça popular em seu país, que migrou com sucesso para a Europa e América do Norte, locais onde são vistos como cães de companhia. De aparência tristonha, é um farejador e caçador bem-sucedido. Qualificado como calmo, confiável e fácil de adestrar, não se alegra na presença de outros animais. Fisicamente, pode atingir os 37 kg, tem a pelagem grossa, dura e cerrada, que, sem escovação diária, pode cheirar caracteristicamente.